# Lophocampa hyalinipuncta
Lophocampa hyalinipuncta är en fjärilsart som beskrevs av Rothschild 1909. Lophocampa hyalinipuncta ingår i släktet Lophocampa och familjen björnspinnare. Inga underarter finns listade i Catalogue of Life.